# São Carlos (Santa Catarina)
São Carlos es un municipio brasileño del estado de Santa Catarina. Tiene una población estimada al 2022 de 10 282 habitantes. Pertenece a la Región metropolitana de Chapecó.

## Historia
São Carlos recibió los primeros colonizadores provenientes de Rio Grande do Sul hacia 1927, estos eran de origen alemán y trajeron sus costumbres y arquitectura a la nueva población. En 1950 São Carlos se emancipó de Chapecó convirtiéndose en municipio.

## Turismo
La ciudad está ubicada en la confluencia de los ríos Uruguay y Chapecó y cuenta con fuentes de aguas termales que atraen al turismo.